# Bázlivec vratičový
Bázlivec vratičový (Galeruca tanaceti) je druh mandelinkovitého brouka, který se vyskytuje v palearktické oblasti. Jedná se o polyfágní druh živící se různými rostlinami jak ve stádiu dospělce, tak i ve stádiu larvy. Tento druh popsal Carl Linné v roce 1758 v díle Systema Naturae.

## Popis
Bázlivec vratičový dorůstá délky 6 až 11 mm. Má široce oválné, matně černé či černě lesklé tělo. Krovky (elytra) jsou jemně tečkované a po stranách explanované (rozšířené), nohy jsou dlouhé, štíhlé a rovněž černé. Samice bývají větší než samci; během kladení vajíček se jim výrazně zvětšuje zadeček, který může přesahovat krovky. Larvy jsou tmavé, s chlupatým vzhledem díky brvám na masitých výběžcích.

## Rozšíření
Druh se přirozeně vyskytuje po celé Evropě – od Portugalska po Ural, dále ve střední Asii, na Sibiři a východní Asii až po Japonsko. Zaznamenán byl také v severní Africe. Lidskou činností se navíc rozšířil i do Severní Ameriky.

## Stanoviště
Bázlivec vratičový žije převážně v suchých, slunných stanovištích: na loukách, pastvinách, okrajích lesů či stepích. Často se pohybuje v nízké vegetaci, kde nachází dostatek potravy a vhodné podmínky k rozmnožování.

## Ekologie a chování
Dospělci se objevují obvykle v červnu a aktivní zůstávají do října. Samice kladou vajíčka na podzim (září–říjen), připevňují je lepkavou sekrecí na listy, stonky nebo květy suchých bylin. Tato vrstva vajíčka chrání před vyschnutím. Larvy se líhnou až následující jaro (duben–květen), živí se rostlinami a v květnu–červnu se kuklí v půdě. Noví dospělci se objevují od června.

## Potrava
Druh je polyfág, takže konzumuje různorodé byliny, zejména z čeledi hvězdnicovitých (Asteraceae) a brukvovitých (Brassicaceae). Preferuje např. vratič obecný (Tanacetum vulgare), pcháč oset (Cirsium arvense), podběl lékařský (Tussilago farfara), řebříček obecný (Achillea millefolium) či hořčice polní (Sinapis arvensis). Také se však živí dalšími rostlinami, jako je mateřídouška vejčitá (Thymus serpyllum) či třezalka tečkovaná (Hypericum perforatum).

## Význam
Bázlivec vratičový byl zaznamenán jako škůdce na některých plodinách – například na oreganu (Origanum vulgare) v oblasti Kréty. Na vajíčkách tohoto brouka byl zjištěn parazitismus vosičky Oomyzus galerucivorus z čeledi Eulophidae, jež by tak mohla působit v biologické ochraně před jeho přemnožením.

## Galerie

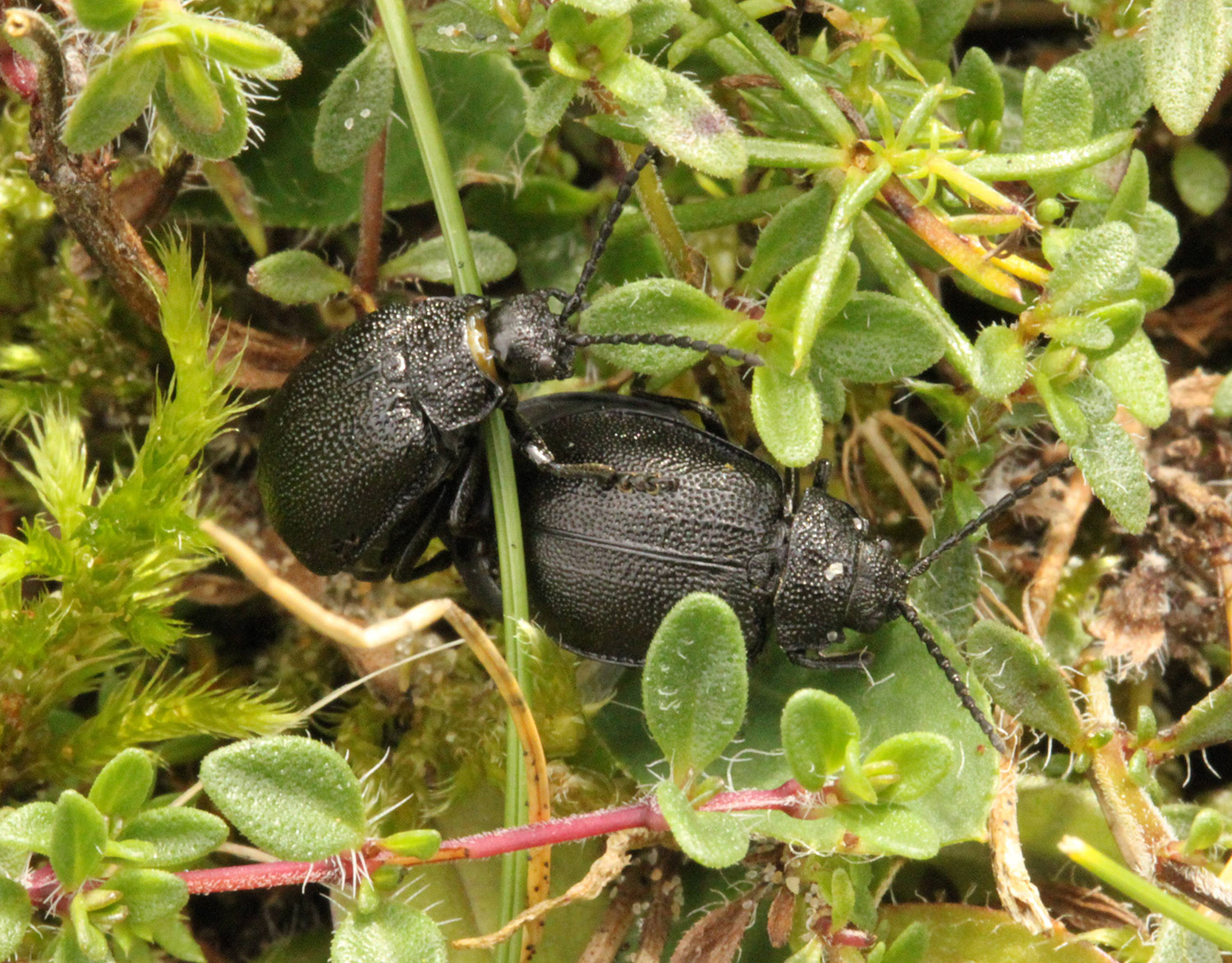
Páření
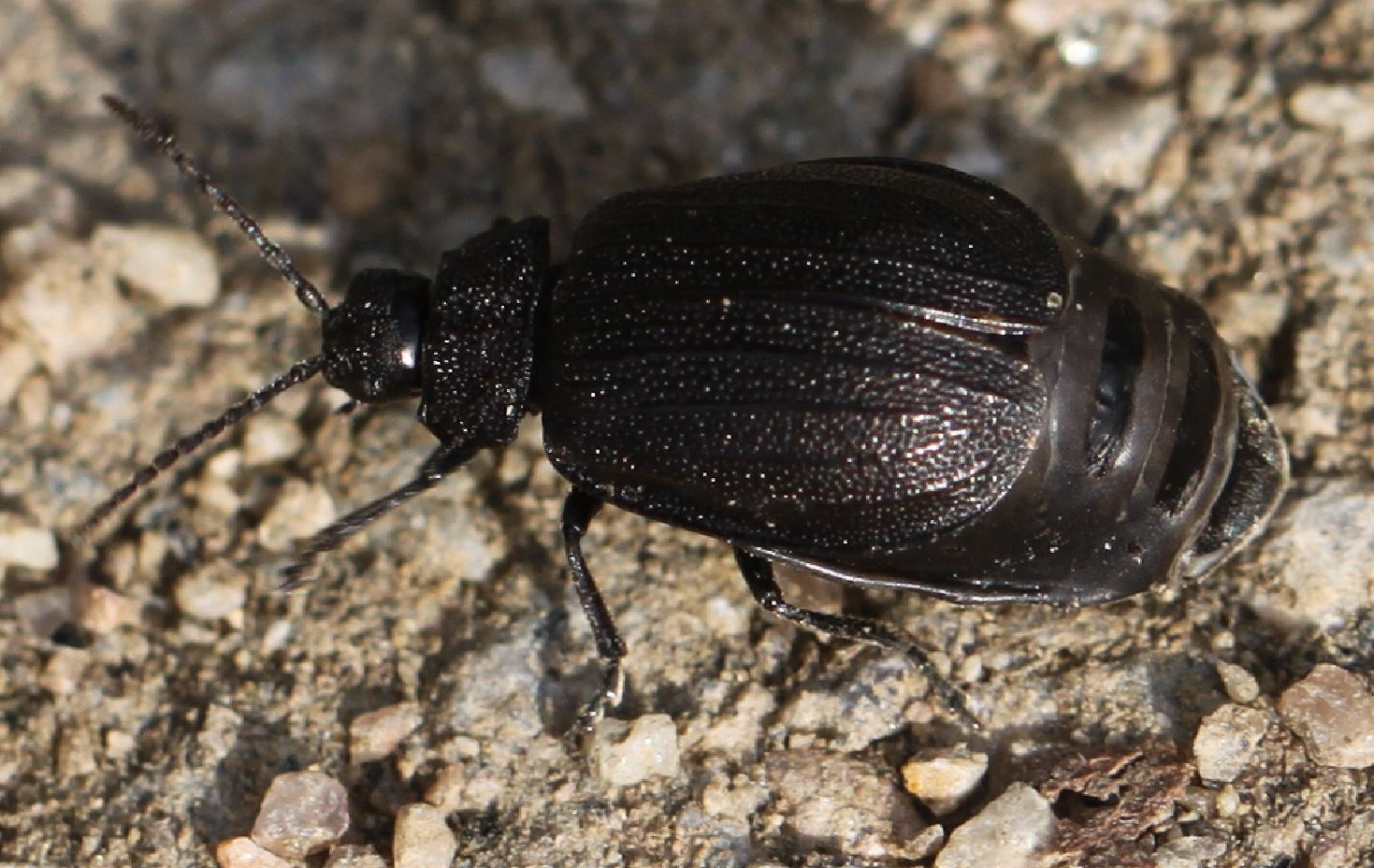
Samice bázlivce vratičového
- Samice na louce